# Bart Aernouts (veldrijder)
Bart Aernouts (Essen, 23 juni 1982) is een Belgisch voormalig veldrijder. 

## Carrière
Aernouts kwam uit voor het team Corendon-Kwadro. Voordien reed hij voor de ploegen  AA Drink en Rabobank. In 2000 werd hij wereldkampioen veldrijden bij de junioren in Sint-Michielsgestel en in 2012 werd hij vijfde op het WK bij de elite. Aernouts kwam vooral tot zijn recht in de zwaardere crossen. 
In 2015 kondigde hij zijn afscheid aan. Na zijn sportieve loopbaan werd Aernouts brandweerman bij Brandweer Zone Antwerpen. Zijn neef Jim was eveneens actief in het veldrijden.

## Erelijst
| Seizoen   | Wereldbeker | Superprestige | Bpost trofee | WK  | BK  | Overige                         | Totaal aantal zeges |
| --------- | ----------- | ------------- | ------------ | --- | --- | ------------------------------- | ------------------- |
| 2004-2005 |             |               |              | 40e | 7e  | Fourmies, Steinmaur             | 2                   |
| 2005-2006 |             |               |              | 18e | DNF |                                 | 0                   |
| 2006-2007 |             |               |              | 25e | 7e  |                                 | 0                   |
| 2007-2008 |             |               |              | 14e | 5e  | Huijbergen                      | 1                   |
| 2008-2009 |             |               |              | DNS | 6e  | Schmerikon                      | 1                   |
| 2009-2010 |             |               |              | 37e | 6e  | Harderwijk, Sint-Michielsgestel | 2                   |
| 2010-2011 |             |               |              | 17e | 4e  | Fae di Oderzo                   | 1                   |
| 2011-2012 |             |               |              | 5e  | 9e  | Woerden, Rucphen                | 2                   |
| 2012-2013 |             |               |              | 15e | 7e  | Woerden                         | 1                   |
| 2013-2014 |             |               |              | DNS | 9e  |                                 | 0                   |

### Uitslagen
| Seizoen   | Aantal          | Regenboogtrui | Belgische kampioenstrui | SP  | WB  | Bpost |
| --------- | --------------- | ------------- | ----------------------- | --- | --- | ----- |
| 2004-2005 | 2 overwinningen | 40e           | 7e                      | 16e |     | 7e    |
| 2005-2006 | 0 overwinningen | 18e           | DNF                     | 17e |     | Brons |
| 2006-2007 | 0 overwinningen | 25e           | 7e                      | 21e | 10e | 9e    |
| 2007-2008 | 1 overwinning   | 14e           | 5e                      | 24e |     | 8e    |
| 2008-2009 | 1 overwinning   | DNS           | 6e                      | 12e | 11e | 6e    |
| 2009-2010 | 2 overwinningen | 37e           | 6e                      | 6e  | 7e  | 5e    |
| 2010-2011 | 1 overwinning   | 17e           | 4e                      | 8e  | 4e  | 7e    |
| 2011-2012 | 2 overwinningen | 5e            | 9e                      | 6e  | 7e  | 6e    |
| 2012-2013 | 1 overwinning   | 15e           | 7e                      | 6e  | 5e  | 8e    |
| 2013-2014 | 0 overwinningen | DNS           | 9e                      | 10e | 8e  | 6e    |

### Jeugd
- Wereldkampioen bij de junioren 2000
- Belgisch kampioen bij de junioren 2000